# Lucas Carlsson
Lucas Carlsson, född 5 juli 1997 i Gävle, är en svensk professionell ishockeyspelare som spelar för NHL-klubben Florida Panthers. 
Han har tidigare spelat på NHL-nivå för Chicago Blackhawks och på lägre nivåer för Rockford Icehogs i American Hockey League och Brynäs IF i Svenska hockeyligan.
Carlssons moderklubb är Hille/Åbyggeby IK.